# Pevely
La ville de Pevely est située dans le comté de Jefferson, dans l’État du Missouri, aux États-Unis. Sa population s’élevait à 5 484 habitants lors du recensement de 2010, estimée à 5 837 habitants en 2017.

## Histoire
Pevely a été établie en 1860. Un bureau de poste du nom de Pevely a ouvert en 1858.

## Source
- (en) Cet article est partiellement ou en totalité issu de l’article de Wikipédia en anglais intitulé « Pevely, Missouri » (voir la liste des auteurs).

1. ↑  « Jefferson County Place Names, 1928–1945 (archived) » [archive du 24 juin 2016], The State Historical Society of Missouri (consulté le 19 octobre 2016).
2. ↑  « Post Offices », Jim Forte Postal History (consulté le 19 octobre 2016).